# 45685 Torrycoppin
45685 Torrycoppin este o planetă minoră (asteroid) din centura de asteroizi. A fost descoperită pe 11 martie 2000 la Catalina Station⁠(d) de Catalina Sky Survey. 
Obiectul prezintă o orbită caracterizată de o semiaxă mare de 3,1290647267396 UAi, o excentricitate de 0,25, o înclinație de 18,9 ° în raport cu ecliptica.